# Хелениус, Конста
Конста Ээмели Хелениус (фин. Konsta Eemeli Helenius; род. 11 мая 2006) — финский профессиональный хоккеист, нападающий клуба НХЛ «Баффало Сейбрз». Игрок сборной Финляндии по хоккею с шайбой.

## Клубная карьера
Хелениус начал заниматься хоккеем в возрасте пяти лет. В детскую школу клуба Таппара он поступил на обучение, когда ему было 6 лет. В сезоне 2020—2021 года в команде шестнадцатилетних хоккеистов был награжден премий «Новичок года».
Сезоне 2022—2023 годов Хелениус начал выступлением за команду «Таппара» до 20 лет. В октябре был выбран самым ценным молодым игроком чемпионата до 20 лет. До ноября 2022 года финский спортсмен набрал 19 очков в матчах по системе гол+пас. По ходу сезона клуб Юкурит забрал игрока в аренду в основную
команду. Сезон 2023—2024 года Хелениус также провёл в основе Юкурита, провёл 51 игру в Лиге и забросил 14 шайб.
В 2024 году планируется участие финского хоккеиста в драфте Национальной хоккейной лиги. В мае 2024 года Таппара объявила, что Хелениус вернется в команду в соответствии со своим первоначальным контрактом на сезон 2024/25, арендованным у Юкурита. По итогам сезона он был выбран под 14-м номером на драфте НХЛ 2024 года командой «Баффало Сейбрз», с которой 8 июля подписал контракт новичка.

## Карьера в сборной
В 2017 году Конста стал обладателем бронзовых медалей в составе сборной Финляндии среди спортсменов до 17 лет, на Мировом кубке вызова.
В декабре 2023 года был вызван в молодёжную сборную Финляндии для участия в чемпионате мира, на котором финны стали четвертыми.
В 2024 году приглашён в состав первой национальной сборной Финляндии для участия в чемпионате мира, который состоялся в Чехии.

## Семья
Старший брат — Калле, также играет на позиции нападающего. Младший брат — Каспери играет за юниоров.
Отец братьев — Теро Хелениус тренирует юношеские команды.

## Образование
Хелениус дистанционно обучается в профессиональном колледже Тампере tredu в рамках программы «Спорт на кону».